# Barvanje po Giemsi
Barvanje po Giemsi je barvanje mikroskopskih preparatov z barvilom, ki vsebuje sol metilenskega modrila in eozina ter razne azurje (raztopljene v glicerinu in metanolu) in omogoča diferenciacijo krvnih telesc in prikaz krvnih zajedavcev. Imenovano je po v nemškem kemiku in biologu Bertholdu Gustavu Carlu Gimsi.

## Uporaba
Barvanje po Giemsi je specifično za fosfatne skupine v DNK in barvilo se veže na območja DNK, bogata z vezmi med adeninom in timinom. Zato se uporablja tudi za barvanje kromosomov; omogoča identifikacijo kromosomskih translokacij in inverzij.
Prav tako se uporablja za ugotavljanje adherence patogenih bakterij na človeške celice, človeške celice namreč obarva vijolično, bakterijske pa rožnato. Z barvanjem po Giemsi je možna histopatološka diagnoza malarije. in nekaterih drugih bolezni, ki jih povzročajo spirohete in krvni zajedavci iz skupine praživali. Uporablja se tudi pri barvanju tkiva po Wolbachu.
Barvanje po Giemsi je klasična tehnika barvanja krvnih razmazov in vzorcev kostnega mozga. Rdeče krvničke se obarvajo rožnato, krvne ploščice bledorožnato, citoplazma limfocitov postane nebesno modra, citoplazma monocitov bledomodra, kromatin v jedrih levkocitov pa je v barvi magente.
Obarva tudi histoplazmo gliv. 

## Priprava
Barvilo predstavlja mešanica metilenskega modrila, eozina in azurja B. Običajno se pripravi iz komercialno dosegljivega Giemsovega prahu.
Tanek sloj biološkega vzorca na stekelcu za mikroskopiranje se fiksira v metanolu za 30 sekund, in sicer s pomočenjem vanj ali pa nakapanjem nekaj kapljic metanola na vzorec. Nato se vzorec za 20–30 minut pomoči v sveže pripravljeno 5% Giemsovo raztopino (v nujnih primerih je za hitrejšo pripravo možno uporabiti tudi 10% raztopino, v katero pomočimo vzorec za 5–10 minut). Nato se vzorec spere z vodo iz pipe ter pusti, da se osuši.